# 奥斯卡·切利莫
奥斯卡·切利莫（Oscar Chelimo，2001年12月12日—），乌干达男子田径运动员，2018年非洲青年运动会男子3000米银牌得主、2018年夏季青年奥运会男子3000米铜牌得主、2022年世界田径锦标赛男子5000米铜牌得主。